# Farciennes
Farciennes (en való Fårcene) és un municipi belga de la província d'Hainaut a la regió valona. Comprèn les localitats de Farciennes i Pironchamps, unificades el 1977. L'1 de gener del 2024 tenia 11.386 habitants.